# Macrocystis
Le alghe del genere Macrocystis appartengono all'ordine Laminariales, classe Phaeophyceae. Sono comunemente conosciute come Kelp californiano.

## Specie
- Macrocystis angustifolia Bory de Saint-Vincent
- Macrocystis integrifolia Bory de Saint-Vincen
- Macrocystis laevis C.H. Hay
- Macrocystis menziesii (Turner) C. Agardh
- Macrocystis pyrifera (Linnaeus) C. Agardh

## Habitat e distribuzione
Sono distribuite su quasi tutte le coste continentali dell'emisfero australe (Sudamerica, Africa meridionale, Australia, Nuova Zelanda) e lungo le coste del Pacifico orientale (Nordamerica). Sono in grado di sopravvivere in tutti i mari tranne che in quelli tropicali e artici.

## Descrizione
Tra tutte le alghe sono quelle che possono raggiungere le maggiori dimensioni: la loro lunghezza può variare, a seconda del clima e di nutrimenti disponibili, dai 6 ai 60 metri e oltre.

## Usi civili ed industriali
In passato sono state usate per l'alimentazione umana e animale, come fertilizzante e per la fabbricazione di esplosivi.
Oggi vengono utilizzate prevalentemente a livello industriale: in Nord America, dove se ne raccolgono centinaia di tonnellate l'anno, sono la principale fonte di acido alginico, che trova una vasta applicazione nell'industria alimentare, farmaceutica, cosmetica, tessile, nell'industria delle colle e delle vernici e nell'industria metallurgica.
L'acido alginico arriva ad occupare nelle Macrocystis il 40% del peso secco della pianta, contro il 30% delle Laminariceae e il 20% delle Fucaceae.
Recentemente, anche i centri di thalassoterapia hanno adottato le grandi foglie di alghe Macrocystis per  gli avvolgimenti del corpo e i bendaggi degli arti inferiori. La forte presenza di acido alginico di iodio, potassio e di oligoelementi, rende le foglie d'alga Macrocystis molto efficaci nei trattamenti di benessere per la spiccata azione detossinante e riattivante del metabolismo cellulare.
È inoltre utilizzata come concime fogliare.